# 乔治·康吉莱姆
乔治·康吉莱姆（法語：Georges Canguilhem，法語：[ʒɔʁʒ kɑ̃ɡijɛm; kɑ̃ɡilɛm] ；1904年6月4日—1995年9月11日），是法国哲学家，擅长认识论和科学哲学（尤其是生物学、医学和心理学），法国历史认识论传统的代表人物之一。他还积极参加了第二次世界大战期间的法国抵抗运动。